# Proyección estereográfica

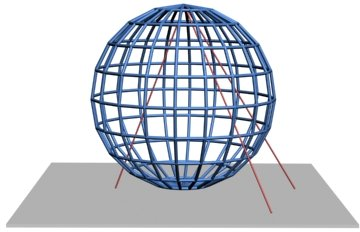
Esquema ilustrativo de una proyección azimutal estereográfica.

La proyección estereográfica es un sistema de representación gráfico en el cual se proyecta la superficie de una esfera sobre un plano mediante un conjunto de rectas que pasan por un punto, o foco. El plano de proyección es tangente a la esfera, o paralelo a este, y el foco es el punto de la esfera diametralmente opuesto al punto de tangencia del plano con la esfera.
La superficie que puede representar es mayor que un hemisferio. El rasgo más característico es que la escala aumenta a medida que nos alejamos del centro. 
En su proyección polar los meridianos son líneas rectas, y los paralelos son círculos concéntricos. En la proyección ecuatorial solo son líneas rectas el ecuador y el meridiano central.

## Astronomía

Proyección estereográfica de la esfera celeste con los elementos más importantes.

Existe otro tipo de proyección estereográfica que es muy útil para representar la esfera celeste. En este caso, como los puntos a proyectar están fuera de la esfera, el primer paso es proyectarlos a la esfera uniéndolos con su centro. Una vez los puntos externos están proyectados en la superficie de la esfera, el procedimiento es análogo al explicado anteriormente. Usualmente, el plano es uno horizontal que contiene al centro de la esfera, y el foco de la proyección es el nadir.
Lo característico de esta proyección es que es más subjetiva, porque propone la posición del observador P en el centro y representa directamente mediante coordenadas locales el acimut y altura del punto A en la esfera celeste. Se utiliza en arquitectura e ingeniería para representar la posición del Sol a lo largo del año, y calcular asoleamientos y sombras que produce.